# 콜 오브 와일드
《콜 오브 와일드》(영어: The Call of the Wild)는 미국에서 제작된 크리스 샌더스 감독의 2020년 모험 영화이다. 해리슨 포드 등이 출연하였다.
이 영화는 2020년 2월 21일 미국에서 20세기 스튜디오에 의해 개봉되었다. 평론가들로부터 엇갈린 평가를 받았다. 이 영화는 박스오피스 봄이었다.

## 출연
- 테리 노터리 - 벅 역
- 해리슨 포드 - 존 손턴 역
- 오마르 시 - 페로 역
- 댄 스티븐스 - 핼 역
- 카라 지 - 프랑수아즈 역
- 캐런 길런 - 머세이디스 역
- 브래들리 휫퍼드 - 밀러 판사 역
- 진 루이자 켈리 - 케이티 밀러 역
- 콜린 우델 - 찰스 역
- 마이클 호스 - 이든쇼 역
- 미카 피츠제럴드 - 레드 스웨터 역
- 헤더 맥폴 - 헤드 쿡 역
- 아리아 리릭 러부 - 앨리스 밀러 역
- 제이미 복 - 애비게일 역
- 웨스 브라운 - 마운티 역